# 황정민 (아나운서)
황정민(黃珽珉,  1971년 1월 15일 ~ )은 대한민국의 방송인이다.

## 학력
- 중앙여자고등학교 (졸업)
- 이화여자대학교 영어영문학과 (학사)

## 경력
- 1993년~2024년: KBS 19기 공채 아나운서
- 2024년 9월 1일 : KBS 퇴사

## 진행

### TV
- KBS 1TV 《KBS 뉴스 24시》
- KBS 1TV 《KBS 낮 뉴스》
- KBS 1TV 《KBS 뉴스 5》
- KBS 1TV 《KBS 뉴스네트워크》
- KBS KOREA 《가요 플러스+ 가요@빅뱅》
- KBS 1TV 《세계의 톱 뉴스》
- KBS 2TV 《시네마 데이트》
- KBS 2TV 《뉴스투데이》
- KBS 2TV 《특종! 사건파일》
- KBS 2TV 《힘내세요 사장님》
- KBS 2TV 《풍물기행 세계를 가다》
- KBS 1TV 《접속 어른들은 몰라요》
- KBS 2TV 《KBS 뉴스 7》
- KBS 2TV 《도전! 지구탐험대》
- KBS 2TV 《KBS 뉴스 8》
- KBS 2TV 《좋은나라 운동본부》
- KBS 2TV 《VJ특공대》
- KBS 2TV 《활력충전 530》
- KBS 1TV 《피플 세상속으로》 내레이션
- KBS 1TV 《세상은 넓다》
- KBS 1TV 《여풍당당》
- KBS 2TV 《1 대 100》

### 라디오
- 1998년 10월 12일 ~ 2017년 9월 3일 KBS 쿨FM 《황정민의 FM대행진》
- 2020년 3월 2일 ~ 2020년 8월 5일, 2020년 10월 19일 ~ 2024년 9월 1일 KBS 쿨FM 《황정민의 뮤직쇼》

### 드라마
- 2012년 KBS2 《빅》 - 라디오 DJ 역 (특별출연)

## 수상
- 2003년 한국방송대상 아나운서상
- 2005년 제4회 식품의 날 보건복지부 장관 표창
- 2011년 KBS 연예대상 라디오 DJ상
- 2013년 제13회 대한민국 국회대상 올해의 라디오상

## 가족 관계
- 배우자 : 강이헌
  - 아들 : 강래준 (2007년 7월 12일 ~ )
  - 딸 : 강윤영 (2009년 10월 25일 ~ )

## 같이 보기
- KBS
- KBS 쿨FM